# 叶樱蛤属
叶樱蛤属（学名：Phylloda）是樱蛤科下的一个属。

## 下属物种
本属包括以下物种：
- 叶樱蛤 Phylloda foliacea (Linnaeus, 1758)